# Llamas Park
Llamas Park är en park i Spanien.   Den ligger i provinsen Provincia de Cantabria och regionen Kantabrien, i den norra delen av landet, 300 km norr om huvudstaden Madrid. Llamas Park ligger 5 meter över havet.
Terrängen runt Llamas Park är huvudsakligen platt, men söderut är den kuperad. Havet är nära Llamas Park åt nordost. Runt Llamas Park är det ganska tätbefolkat, med 124 invånare per kvadratkilometer. Närmaste större samhälle är Santander, 0,98 km söder om Llamas Park. 